# Ram Bahadur Bomjon
Ram Bahadur Bomjon (em sânscrito:  राम बहादुर बम्जन) nascido acerca de 9 de abril de 1990, por vezes escrito Bomjan, Banjan, or Bamjan), previamente conhecido como Palden Dorje (seu nome monástico) é um asceta controverso oriundo do distrito de Ratnapuri, Nepal, que recebeu ampla atenção e popularidade midiática devido a semelhanças aparentes com o Buda, que levaram a alegações que ele seria a reencarnação do Buda. Bomjon também foi acusado de agressões físicas e sexuais, e de cárcere privado por vítimas e testemunhas. Ele atualmente é acusado em uma investigação de estupro e em outra pelo desaparecimento de quatro membros do seu ashram.

## Detalhes
Os seguidores de Bomjon acreditam que ele é a reencarnação de Sidarta Gautama, o Buda histórico. Bomjon negou estas comparações, pedindo "Diga às pessoas que não me chamem de Buda. Eu não tenho a energia do Buda no momento. Estou no nível de um Rinpoche." O presidente do Conselho Budista do Nepal, Mahiswor Raj Bajracharya, afirmou: "Não acreditamos que ele é o Buda. Ele não tem as qualidades do Buda."
Em março de 2006 ele desapareceu de sua cidade, sendo que após cerca de uma semana do desaparecimento, o presidente do comitê Om Namo Buddha Tapaswi Sewa Samiti (ONBTSS), Bed Bahadur Lama Lama, informou a repórteres que ele e seus seguidores encontraram Bomjon em Bara e conversaram com ele por meia hora, e que ele teria assegurado que retornaria em seis anos.
Ele foi visto novamente em agosto de 2007 pregando para multidões na selva de Hallori no Nepal, cerca de 150 quilômetros ao sul de Katmandu.

## Controvérsias
Alegações de seguidores de que Bomjon passaria meses ou anos meditando sem comer e sem dormir foram contestadas por repórteres, que o filmaram comendo em períodos em que ele alegava jejuar, e o viram dormindo quando seus seguidores diziam que ele estava meditando.
Em 2010, houve uma investigação quando Bomjon atacou um grupo de 17 aldeões. Bomjon admitiu o ataque afirmando que eles estavam intencionalmente atrapalhando e imitando a sua meditação, mas os aldeões afirmaram que estavam apenas procurando vegetais. Bomjon afirmou ter tomado "ações mínimas" contra eles apenas com as suas mãos, após eles terem tentado maltratá-lo, e ter parado assim que eles se desculparam. As vítimas, no entanto, alegam que ele bateu em suas cabeças por três horas com um cabo de machado. Bomjon se recusou a ir a julgamento, dizendo "Vocês acham que um sábio meditador vai para um tribunal receber julgamento? As minhas ações contra eles são justas pela lei divina."
Em 2010, a polícia do Nepal anunciou que eles resgataram uma mulher eslovaca das mãos dos seguidores de Bomjon, mas outros relatos afirmaram que ela foi solta voluntariamente após cobertura midiática do sequestro. Ela havia sido sequestrada por seguidores de Bomjon e mantida amarrada a uma árvore durante três meses, acusada de realizar bruxaria para atrapalhar a meditação de Bomjon. Quando ela foi encontrada, ela estava com um braço quebrado. Uma semana após a libertação da eslovaca, três irmãos de Bomjon o acusaram de mantê-los em cativeiro ao longo da noite, e de agredir um de seus irmãos e sua irmã. Ainda em 2012, seguidores de Bomjon agrediram cinco jornalistas e destruíram suas câmeras após eles terem gravado um de seus sermões.
Em setembro de 2018, Bomjan foi acusado de ter estuprado uma freira de 18 anos repetidas vezes ao longo de quase dois anos. Apoiadores de Bomjon acusam a freira de envolvimento em um furto, e afirmam que ela foi expulsa do monastério.
No início de 2019 foi iniciada uma investigação após denúncias de que de familiares de quatro seguidores estavam desaparecidos dos ashrams de Bonjom.